# Wilhelm Worringer
Wilhelm Worringer (Aquisgrão, 1881—Munique, 1965) foi um historiador e  teórico da arte alemã. Foi discípulo do historiador  Alois Riegl. 
É conhecido pela sua "teoria da Einfühlhung" (empatia ou projeção sentimental) pela qual, o impulso de satisfação culmina-se na beleza do orgânico; enquanto isso, o impulso abstracionista encontra a sua felicidade na beleza inorgânica, no que é regido por leis e por necessidades abstratas.
Na sua obra mais importante, Abstração e Natureza (1908), tentou efetuar uma análise da psicologia dos estilos, baseada na integração do conceito de empatia e abstração, dando os princípios gerais da sua estética: conteúdo espiritual da obra de arte e a crítica aplicada dedicada à ornamentação e à arte pré-renascentista.
Seu trabalho mais conhecido é Abstração e Empatia, sua tese de doutorado. Nela, ele argumentava que havia dois tipos principais de arte: a arte da "abstração" (que estava associada a uma visão de mundo mais "primitiva") e a arte da "empatia" (que estava associada ao realismo, no sentido mais amplo da palavra, é aplicado à arte europeia desde o Renascimento).
Worringer era influente porque viu a arte abstrata (por exemplo, a arte islâmica) como não sendo inferior à arte "realista", e digna do respeito em seus próprios termos. Esta foi a justificativa crítica para o uso crescente da abstração na arte européia pré-guerra. Ele ensinou na Universidade de Bonn, onde Heinrich Lützeler era um dos seus membros.
Ele postulou uma relação direta entre a percepção da arte e o indivíduo. Sua afirmação de que "nos sentimos nas formas de uma obra de arte" levou a uma fórmula: "O sentido estético é um sentido objetivado do eu". Ele também afirmou: "Assim como o desejo de empatia como base para a experiência estética encontra satisfação na beleza orgânica, o desejo de abstração encontra sua beleza na vida - renunciando inorgânico, cristalino, em uma palavra, em toda a regularidade abstrata e necessidade. "
Seu trabalho foi amplamente discutido e influenciou Paul Klee, entre outros. Ele é creditado pelo filósofo Gilles Deleuze em "Mil Platôs" como sendo a primeira pessoa a ver a abstração como o início da arte ou a primeira expressão de uma vontade artística. 
Wilhelm Worringer também menciona sua dívida com Alois Riegl em termos de teoria da arte, no que Worringer chama "o desejo de abstração". A história da arte não é um progresso da habilidade da primitiva falta de habilidade, mas é, nos termos de Riegl, uma história de volição. Clemena Antonova escreve: "Worringer se liga a Riegl naquela abordagem relativista da arte" e afirma que "o que aparece do nosso ponto de vista a maior distorção, deve ter sido, na época, para o seu criador a mais alta beleza e expressão de sua volição artística. "
Otto Rank, em "Arte e Artista", cita Worringer como tendo Riegl até a beira de percepção psicológica onde as formas de arte podem ser interpretadas paralelas a formas de crença na alma. Rank diz: "podemos falar de uma arte do 'expressionismo'- na verdade o termo 'expressionismo' foi tomado como slogan por um grupo de artistas modernos (de acordo com E. von Sydow, também chamado de "vitalismo psíquico").
Na época de escrita do seu livro "Arte Egípcia", a Esfinge de Gizé tinha sido recentemente restaurada.
Entre outras publicações de Worringer, cabe destacar Problemas formais do gótico (1911) e Problemática da arte contemporânea (1948).